# Joseph Maraite
Joseph Maraite (* 11. September 1949 in Weismes; † 25. April 2021 in Sankt Vith) war ein belgischer Politiker (CSP) und Ministerpräsident der Deutschsprachigen Gemeinschaft Belgiens.

## Leben
Joseph Maraite studierte Germanistik und war von 1972 bis 1976 im Unterrichtswesen tätig, anschließend bis 1984 als Ministerberater in mehreren föderalen Ministerien. Ab 1977 gehörte er dem Parlament der deutschsprachigen Gemeinschaft bzw. dessen Vorgängerinstitution an. Nach der föderalen Reform in Belgien trat er 1984 in die Regierung der Deutschsprachigen Gemeinschaft ein und leitete sie von 1986 bis 1999 als Ministerpräsident.
Von 2004 bis 2017 war er Bürgermeister von Burg-Reuland. Im Februar 2020 nahm er aus den Händen von Ministerpräsident Oliver Paasch die Urkunde entgegen, die ihn als Ehrenbürgermeister auszeichnet.